# Condado de Pawnee (Kansas)
O Condado de Pawnee é um dos 105 condados do estado americano de Kansas. A sede do condado é Larned, e sua maior cidade é Larned. O condado tem uma área de 1 954 km² (dos quais 1 km² estão cobertos por água), uma população de 7 233 habitantes, e uma densidade populacional de 4 hab/km² (segundo o censo nacional de 2000). O condado foi fundado em 26 de fevereiro de 1867.